# Mengjiagang (köpinghuvudort i Kina, Heilongjiang Sheng, lat 46,42, long 130,66)
Mengjiagang (kinesiska: 孟家岗, 孟家岗镇) är en köpinghuvudort i Kina. Den ligger i provinsen Heilongjiang, i den nordöstra delen av landet, omkring 320 kilometer öster om provinshuvudstaden Harbin. Antalet invånare är 35 111. Befolkningen består av 16 952 kvinnor och 18 159 män. Barn under 15 år utgör 15,0 %, vuxna 15-64 år 77 %, och äldre över 65 år 7,0 %.
Runt Mengjiagang är det ganska tätbefolkat, med 96 invånare per kvadratkilometer. Mengjiagang är det största samhället i trakten. Omgivningarna runt Mengjiagang är en mosaik av jordbruksmark och naturlig växtlighet.
Genomsnittlig årsnederbörd är 843 millimeter. Den regnigaste månaden är juli, med i genomsnitt 164 mm nederbörd, och den torraste är januari, med 5 mm nederbörd.